# Leto venus
Leto venus is een vlinder uit de familie wortelboorders (Hepialidae). De wetenschappelijke naam van deze soort is voor het eerst geldig gepubliceerd in 1780 door Cramer.
De soort komt voor in tropisch Afrika.